# Arthur Stockhoff
Arthur Martin Stockhoff (ur. 19 listopada 1879 w Saint Louis, zm. 20 października 1934 tamże) – amerykański wioślarz, złoty medalista olimpijski.
Wystąpił na igrzyskach olimpijskich w Saint Louis w 1904 roku, gdzie amerykańska osada Century Boat Club w składzie: Arthur Stockhoff, August Erker, George Dietz i Albert Nasse zdobyła złoty medal w czwórce bez sternika. Srebrnych medalistów, Amerykanów z Mound City Rowing Club, wyprzedzili o dwie długości łódki. Był to jego jedyny oficjalny start olimpijski.
Z zawodu był dentystą.